# 가남초등학교 (부산)
가남초등학교(伽南初等學校)는 대한민국 부산광역시 부산진구에 있는 공립 초등학교이다.

## 학교 연혁
- 1973년 3월 1일: 개교

## 참고 자료
- 가남초등학교 - 한국교육학술정보원 학교알리미